# Juan Francisco Azcárate y Lezama
Juan Francisco Azcárate y Lezama (Ciudad de México, 11 de junio de 1767 - ídem, 31 de enero de 1831) fue un abogado  mexicano, regidor del ayuntamiento de la Ciudad de México, y promotor de la creación de la Junta de Gobierno durante la crisis política de 1808. Una vez consolidada la Independencia de México, desempeñó diversos cargos en los gobiernos de la nueva nación.

## Estudios y regidor

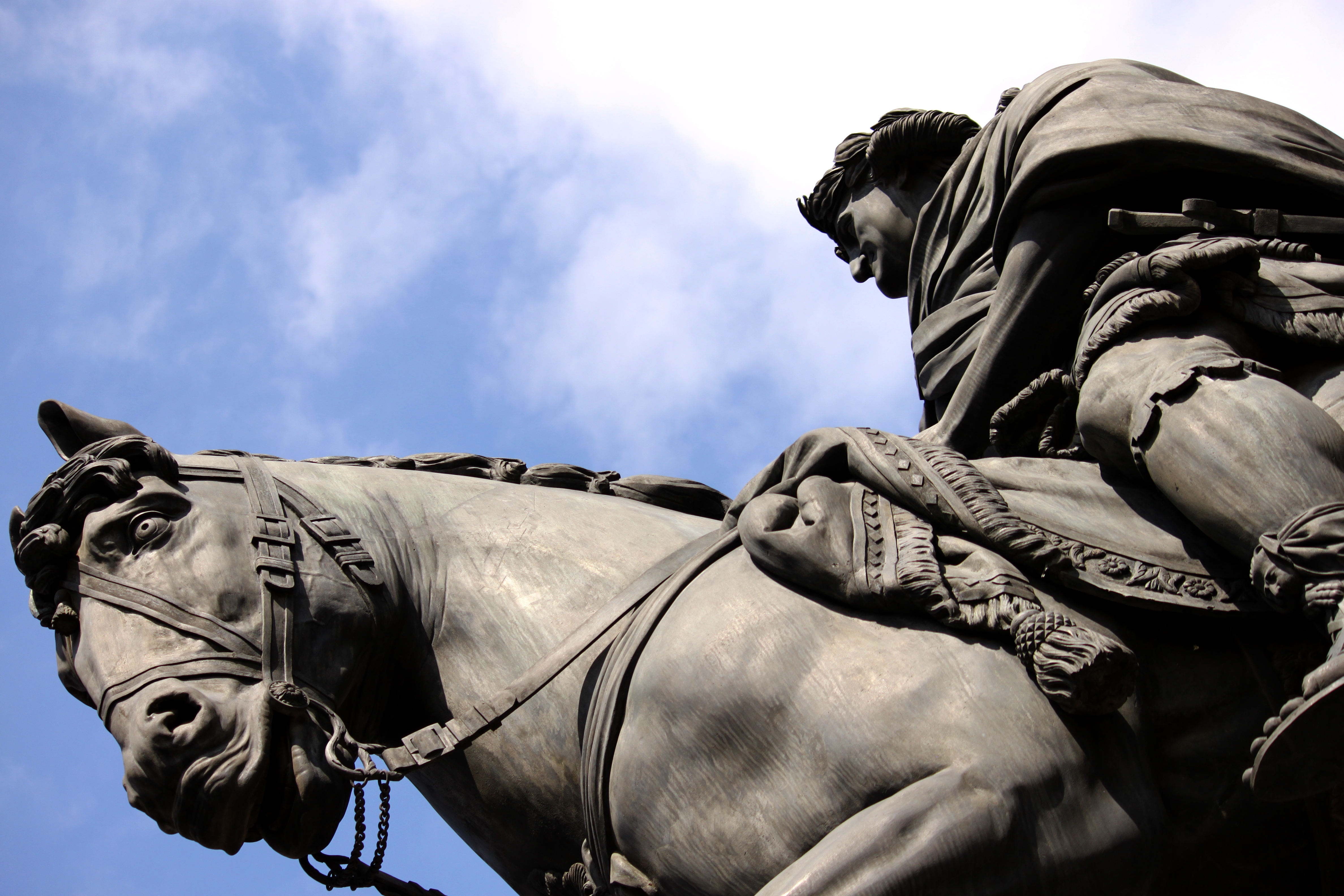
Como regidor, Azcárate y Lezama participó en la inauguración del monumento a Carlos IV.

Ingresó en 1780 al Colegio de San Ildefonso donde se tituló como abogado en 1790. Fue nombrado por primera vez regidor del ayuntamiento de la Ciudad de México para el bienio 1803-1804. Durante ese período y bajo su dirección se iniciaron las obras del acueducto México-Cuajimalpa. En diciembre de 1803 participó en la inauguración del monumento ecuestre dedicado a Carlos IV conocido como El Caballito. El evento lo coordinó José Mariano Beristáin de Souza. Escribió para el Diario de México, donde conoció al oidor dominicano Jacobo de Villaurrutia y al fraile peruano Melchor de Talamantes.
Cuando en el verano de 1808 comenzaron a llegar al virreinato de Nueva España las noticias de la invasión francesa a España y de las abdicaciones de Bayona, el estado de vacatio regis fue motivo de inquietud en la comunidad novohispana. Un grupo de criollos, entre los que destacaron el síndico Francisco Primo de Verdad y Ramos, el fraile Melchor de Talamantes, el licenciado Antonio de Cristo y el propio Francisco Azcárate, tomaron la iniciativa para promover la creación de una Junta de Gobierno. Gracias a la amistad de Azcárate con el virrey José de Iturrigaray, el 19 de julio de 1808 los criollos fueron recibidos en el palacio virreinal. Sus primeras propuestas consistían en respetar los derechos de la Casa de Borbón, pero debido a la ausencia de monarca, nombrar al virrey como gobernador y capitán general de la colonia con el fin de defender la integridad del territorio ante una posible invasión, debéndiose convocar a los representantes civiles, militares y eclesiásticos a una consulta para respaldar y jurar esta decisión.
Durante los siguientes días, llegaron noticias de juntas provinciales formadas en Sevilla y Oviedo, las cuales pedían la obediencia de las colonias americanas. Los integrantes de la Real Audiencia de Nueva España, en su mayoría españoles peninsulares, acogieron esta idea. Pero los criollos, liderados por Azcárate y Primo de Verdad, promovieron la creación de una Junta de Gobierno local e independiente a las Juntas de España, bajo el enunciado de que ante la ausencia del rey, la soberanía debería recaer en el pueblo. El virrey decidió crear la Junta de Gobierno el día 5 de agosto y citó reunión para el 9 de agosto. Tras acalorados debates, ambas facciones coincidieron en respetar como soberano a Fernando VII. Al respecto de obedecer a las juntas de España o regirse por una Junta local y autónoma, el virrey optó por proclamar la segunda opción. Las reuniones continuaron y los criollos propusieron, como segunda etapa, establecer un Congreso formado por diversos representantes del pueblo. Los españoles peninsulares se opusieron a esta idea y temieron que el virrey pretendiese proclamarse rey de la colonia. Un grupo de hacendados autonombrados Patriotas de Fernando VII se organizaron para deponer al virrey. Fueron dirigidos por Gabriel de Yermo para tomar por sorpresa el palacio virreinal la noche del 15 de septiembre de 1808. Al mismo tiempo se giraron órdenes para aprehender a Primo de Verdad, Talamantes, De Cristo y Azcárate.
Azcárate fue conducido a la cárcel del Arzobispado, y poco después trasladado al convento de Betlemitas. Se le formó un proceso y se le halló culpable por incitar al separatismo de la colonia. Consumado el golpe de Estado, Pedro de Garibay fue nombrado virrey interino, quien obedeció los designios de la Real Audiencia. Este precedente causó una inconformidad en la población criolla de ideología liberal. Reuniones clandestinas como la Conjura de Valladolid y la Conspiración de Querétaro desencadenaron dos años más tarde la guerra de Independencia.

## Independencia de México
Cuando Miguel Hidalgo y Costilla inició el levantamiento armado en Dolores el 16 de septiembre de 1810, Azcárate aún se encontraba detenido. Desde su celda, se pronunció en contra del método, realizó diversos escritos enérgicos criticando a los insurgentes. Fue puesto en libertad en diciembre de 1811. En 1814, nuevamente era regidor y vocal en la Junta del Fondo Piadoso de las Californias, que había sido creado a principios del siglo XVIII con la finalidad de colonizar y evangelizar las Californias con el apoyo de la Compañía de Jesús. Este fondo —dotado económica y patrimonialmente por el marqués de Villapuente de la Peña, su esposa la marquesa de las Torres de Rada y la duquesa de Béjar— fue disputado por Estados Unidos y el Estado mexicano hasta finales del siglo XIX, cuando una Corte de Arbitraje Internacional emitió una resolución.
Al consumarse la Independencia de México, fue invitado por Agustín de Iturbide para integrarse como miembro de la Junta Suprema Provisional Gubernativa. De esta forma el 28 de septiembre de 1821 participó en la firma del Acta de Independencia del Imperio Mexicano acreditado como abogado de la Audiencia de México y síndico del Ayuntamiento Constitucional. En las primeras reuniones de la Suprema Junta Provisional Gubernativa, Azcárate promovió en base al duodécimo punto del Plan de Iguala la abolición de la esclavitud.

"Ningún momento mejor para prohibir la esclavitud en el imperio mexicano que aquel en que felizmente ha conseguido su independencia, porque así sostiene los derechos de la naturaleza, los de la religión y los sentimientos de la razón y el honor del imperio y de V.M., cerrando la puerta en todo para ahora y siempre, mandando no se admitan en el reino, bajo las penas que V.M. considere más proporcionadas." Juan Francisco Azcárate y Lezama.

Las intenciones del síndico, no solo contemplaban la libertad de los pocos esclavos que existían en el territorio, su interés principal era impedir el tráfico ilegal de los mismos. La propuesta fue discutida por la Junta. Sin embargo, el dictamen no fue favorable debido a que se arguyó en primera instancia la indemnización necesaria a los dueños de esclavos; como segundo punto se concluyó que debería ser el Congreso, una vez constituido, el responsable de definir los derechos de los habitantes del imperio. La abolición de la esclavitud que había sido promulgada por Miguel Hidalgo y José María Morelos, se oficializó hasta septiembre de 1829 por el presidente en turno, Vicente Guerrero.

## Primer Imperio mexicano
En 1822 fue nombrado presidente de la Comisión de Relaciones Exteriores de la Soberana Junta Gobernativa del Imperio y se entrevistó con el ministro Joel Roberts Poinsett para conversar sobre la línea fronteriza del norte de México. Durante su gestión redactó un Programa de política internacional. El documento contemplaba, en su primer capítulo, un plan para entablar relaciones de comercio y amistad con las "naciones de indios bárbaros", que en aquel entonces habitaban la zona septentrional: apaches, comanches, lipanes, etc. El segundo capítulo se dedicaba a la relación con los Estados Unidos. Azcárate criticó la cesión de las Floridas que había realizado el rey de España, pues según su opinión se habían violado las Leyes de Partida, ya que éstas prohibían expresamente la venta de territorio español. Para prevenir un conflicto, sugirió ratificar el Tratado de Adams-Onís que se había firmado el 22 de febrero de 1821 y revisar con precaución las líneas fronterizas. Hizo patente su preocupación por la eventual pérdida de las provincias de Texas, Nuevo México y las Californias, la cual sería irreparable. Manifestó que era necesario conservarlas por su importancia, pues las consideraba tierras fértiles y ricas en metales. El tercer capítulo del documento se refería a las relaciones con el Imperio ruso; de igual forma sugirió realizar un tratado de límites, ya que hacia finales del siglo XVIII y principios del XIX los rusos se habían establecido en la costa del océano Pacífico al norte de San Francisco. Por último estableció la necesidad de entablar relaciones diplomáticas con la Santa Sede, España, Inglaterra y los nuevos países de Sudamérica. Iturbide nombró a Francisco Azcárate ministro plenipotenciario para Inglaterra, pero fue un cargo que no llegó a desempeñar, pues Iturbide fue depuesto a consecuencia de la Revolución del Plan de Casa Mata.

## Otros gobiernos y muerte
Tras la desparición del Primer Imperio Mexicano, Azcárate ocupó diversos cargos con los nuevos gobiernos. Durante la presidencia de Guadalupe Victoria, pronunció el 16 de septiembre de 1826 en la Plaza Mayor el Elogio Patriótico. A partir de ese año, fue ministro letrado del Supremo Tribunal de Guerra y Marina, puesto que desempeñó hasta la fecha de su muerte, la cual ocurrió el 31 de enero de 1831.

## Familia
Fueron sus padres José Andrés de Azcárate y Aguirre Urreta, descendiente de nobleza vizcaína y de Manuela de Menindre. Francisco sabía de su relación con la casa solariega de Azcárate y fue informado que tenía derecho sobre el mayorazgo de Azcárate, en Guipúzcoa, España declaró que prefería ser ciudadano Mexicano, declinando su derecho de hidalguía.